# Burg Grillenburg

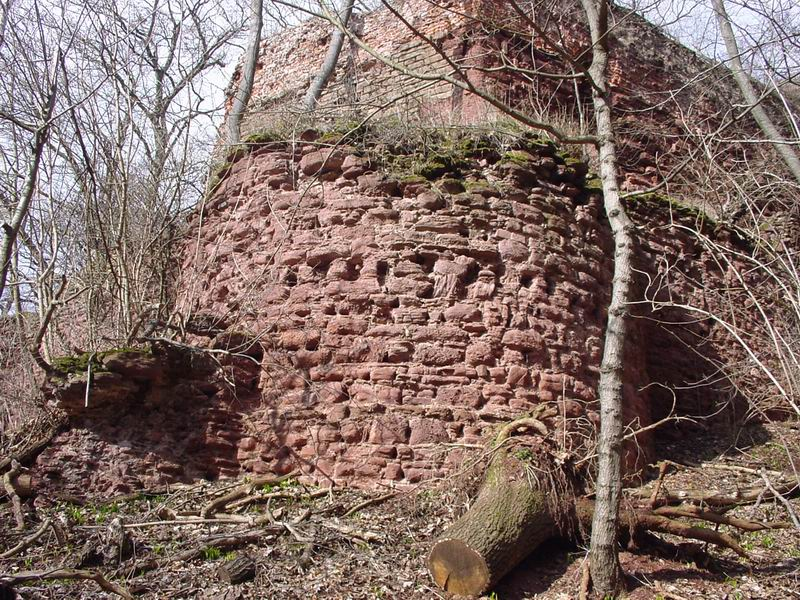
Zwingerturm- und Schildmauerruine

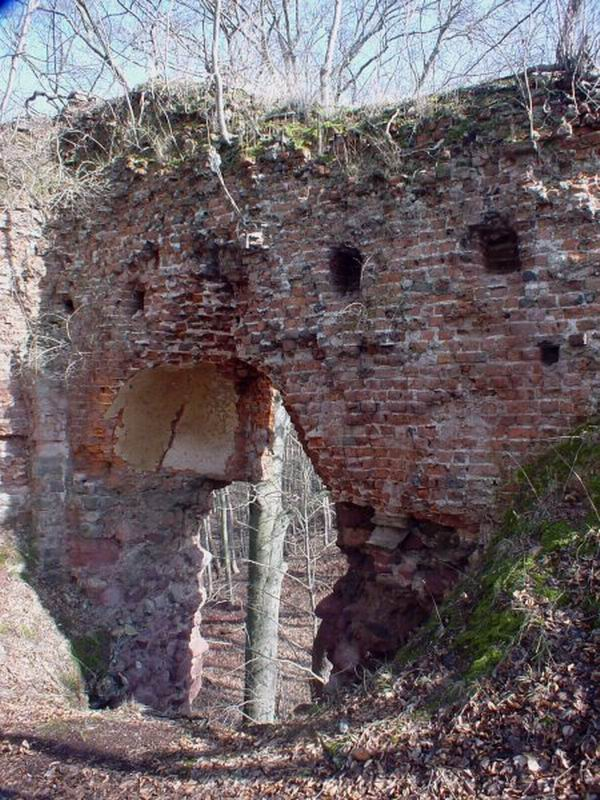
Palasruine

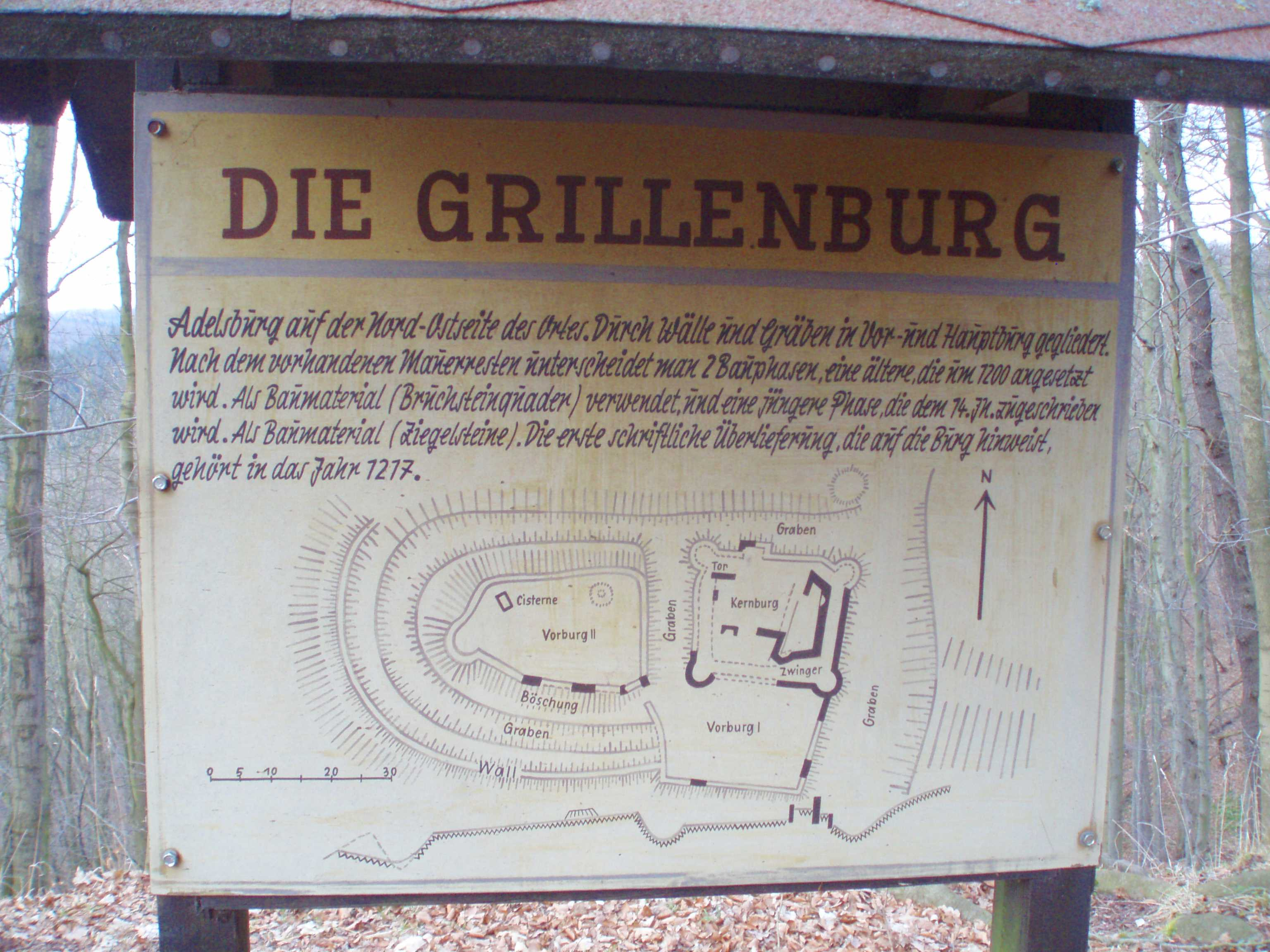
Lageplan

Die Grillenburg im Harz ist eine Burganlage bei Grillenberg im Landkreis Mansfeld-Südharz in Sachsen-Anhalt. Sie ist die Ruine einer kleinen Ministerialenburg.

## Geographische Lage
Die Grillenburg befindet sich im Unterharz im Naturpark Harz/Sachsen-Anhalt oberhalb von Grillenberg, einem an der Gonna und Landesstraße 230 gelegenen Ortsteil von Sangerhausen. Sie liegt etwa 350 m nordöstlich der Dorfkirche auf einem 312,5 m ü. NHN hohen Berg, der innerhalb des Biosphärenreservat Karstlandschaft Südharz Teil des Naturschutzgebiets Gipskarstlandschaft Pölsfeld ist. Obwohl die Grillenburg unmittelbar neben dem Ort Grillenberg liegt, gehört sie geografisch zu Obersdorf.

## Geschichte
Der Ort Grillenberg wurde bereits 880/890 im Hersfelder Zehntverzeichnis genannt. Eine Burg wird es damals aber noch nicht gegeben haben. Die ist erst anzunehmen, als 1217 ein Tidericus de Grellenberch als Lehnsmann des Erzstiftes Magdeburg genannt wird; möglicherweise wurde die Burg um 1200 erbaut. Die aus großformatigen Buckelquadern entstandenen unteren Mauerteile der Burgruine sind sicher noch der ursprünglichen romanischen Befestigungsanlage zuzuordnen. 1286 sind Burgmannen aus den Familien Muser und von Morungen nachgewiesen. Eine Erwähnung stammt von 1311.
1347 erwarb der Markgraf von Meißen, Friedrich der Ernsthafte, die Herrschaft vom Herzog von Braunschweig zurück, in dessen Hände sie mit der Markgrafschaft Landsberg gelangt war. Während der Halberstädter Bischofsfehde, die Bischof Albrecht II. von Braunschweig (1325–1358) gegen die Herrschaftsträger im Harzraum, hauptsächlich gegen die Grafen von Regenstein, führte, war die Burg umkämpft. Sie wurde von den Grafen von Mansfeld 1362 erobert. Möglicherweise entstand bei dieser Gelegenheit eine etwa 100 m östlich von der Burg gelegene Schanze als Gegenbefestigung.
Die in der Bausubstanz erkennbare, durch Ziegelmauerwerk geprägte zweite Ausbaustufe wird in der Literatur in das 14. Jahrhundert eingeordnet.
1366 war Herzog Magnus von Braunschweig Besitzer der Burg. Er übte von hier aus Patronatsrechte über das Kloster Sittichenbach aus. 1485 gehörte die Burg wiederum dem Kurfürsten von Sachsen, Ernst von Sachsen. Von denen gelangten sie in die Hände der Grafen von Mansfeld.
Mindestens seit 1483 saßen die Herren von Morungen, darunter George von Morungen, als Lehnsleute auf der Burg. 1547 fiel mit dem Tod Georgs von Morungen die Herrschaft als erledigtes Lehen an das sächsische Amt Sangerhausen und die Burg war zerstört. Der Zeitpunkt der endgültigen Aufgabe ist unbekannt. Seit Anfang des 17. Jahrhunderts gilt sie als verfallen.

## Anlage
Von der Grillenburg mit einst rund 200 m Gesamtlänge und etwa 70 m Breite sind noch Ruinen von Kernburg, Schildmauer und Zwinger sowie Wälle des Halsgrabens vorhanden.

## Aussichtsmöglichkeit und Wandern
Von der Grillenburg fällt der Blick hinab auf das Dorf Grillenberg. Die Ruine ist als Nr. 208 in das System der Stempelstellen der Harzer Wandernadel einbezogen.